# 东施泰尔马克地区特劳特曼斯多夫
东施泰尔马克地区特劳特曼斯多夫是奥地利施蒂利亚州费尔德巴赫县的一个市镇。总面积7.29平方公里，总人口892人，人口密度122.4人/平方公里（2001年）。